# جامعة دراية
جامعة دراية، (بالإنجليزية Deraya University in Egypt) جامعة مصرية خاصة مقرها مدينة المنيا الجديدة في محافظة المنيا، تأسست بموجب القرار الجمهوري رقم 91 لسنة 2010  لتكون ثاني جامعة خاصة في جنوب مصر، ويوجد لها مجلس للأمناء وبعض المكاتب الإدارية في القاهرة. وهي مؤسسة تعليمية رائدة توفر تعليماً متميزاً. تمنح الجامعة درجات البكالوريوس والدراسات العليا من خلال أربعة كليات وهي الصيدلة، والعلاج الطبيعي، وطب الأسنان، وإدارة الأعمال. بالإضافة الي برامج التعليم المستمر التي تقدمها أكاديمية دراية المنبثقة من الجامعة.. تلتزم جامعة دراية بتوفير خدمة تعليمية عالية الجودة للتعليم العالي الحديث بمصر على وجه العموم، وصعيد مصر على وجه الخصوص، مع التركيز على المشاركة الفكرية النشطة والبحثية والاستكشافية، كل ذلك ضمن بيئة تعليمية متميزة. وحرم الجامعة الرئيسي يقع في ميدان دراية، مدينة المنيا الجديدة، على بعد 240 كم جنوب القاهرة.
تعد جميع البرامج الدراسية بالجامعة معتمدة من قبل وزارة التعليم العالي والبحث العلمي، وتمتثل الجامعة لكافة القرارات الصادرة من المجلس الأعلى للجامعات الخاصة والأهلية. ويتمتع خريجو دراية بكافة المميزات التي يمنحها المجلس الأعلى للجامعات المصرية لخريجي الكليات المماثلة التابعة له من التراخيص المهنية والنقابية، كما يسري على خريجيها كافة القرارات التي يصدرها المجلس الأعلى للجامعات الخاصة والأهلية، شأنها في ذلك شأن كافة الجامعات الخاصة والأهلية المعترف بها من قبل الحكومة المصرية. كما ان جامعة دراية قد بدأت بالفعل الخطوات الأساسية للحصول على مزيد من الاعتماد من الهيئات القومية والدولية ذات الصلة.

## الموقع الإلكتروني
الموقع الإلكتروني للجامعة هو منصة تعمل عبر الإنترنت لتقديم معلومات حول برامج الجامعة وأعضاء هيئة التدريس والمرافق والأحداث الخاصة بها. يتضمن تفاصيل حول القبول والالتحاق والأكاديميين والأبحاث والحياة الجامعية والأنشطة الطلابية وأخبار الحرم الجامعي. يعمل الموقع أيضًا كمحور للطلاب المتقدمين للالتحاق بها، حيث يقدم لهم رؤية شاملة للجامعة، وكذلك معلومات أساسية عن اعتماد الجامعة والموارد التي توفرها. بالإضافة إلى ذلك، يوفر الموقع للطلاب الحاليين وأعضاء هيئة التدريس المصادر الرئيسية للمعلومات عن  الجداول الدراسية وقواعد بيانات المكتبة وخرائط الحرم الجامعي. في جوهره، يعد الموقع أداة أساسية لأي شخص يتطلع إلى معرفة المزيد عن جامعة دراية والفرص التي توفرها.

## الاعتماد والتصنيف
تخضع الجامعة للإشراف الأكاديمي من وزارة التعليم العالي، حيث تعتمد الوزارة جميع كليات الجامعة وبرامجها الدراسية. تتمتع الجامعة بمراكز متقدمة بين الجامعات المصرية الخاصة والحكومية وفقًا لتصنيفات ذا تايمز للتعليم العالي وترتيب ويبوميتركس لجامعات العالم وتصنيفات سيماجو العالمية وتتيح هذه الأهمية لخريجيها فرص العمل بالخارج أو استكمال الدراسات العليا بأرقي الجامعات العالمية.  تنضم كلية الصيدلة جامعة دراية إلى أفضل كليات الصيدلة عالميًا ومحليًا في تصنيف شنغهاي العالمي للتخصصات الأكاديمية. حيث صنفت كلية الصيدلة بجامعة دراية من بين أفضل ٥٠٠ كلية صيدلة على مستوى العالم في تصنيف شنغهاي العالمي، ومحليًا تنضم بذلك جامعة دراية إلى ٢٤ كلية صيدلة فقط من بين أكثر من ٥٠ كلية صيدلة بجمهورية مصر العربية في هذا التصنيف. حققت جامعة دراية مكانة بارزة وفقًا لتصنيف UI Green Metric World University 2024، وحصلت علي الترتيب العالمي 1138/ 1476.وتعمل جامعة دراية حاليًا على الحصول على المزيد من الاعتمادات من الهيئات القومية والدولية ذات الصلة.

## الحرم الجامعي
تتمتع جامعة دراية بحرم جامعي ذو طابع خاص يثري رحلة التعلم الخاصة بالطلاب ويجعلها أكثر سهوله وتميز. يقع الحرم الجامعي في ميدان دراية بالحي السادس بمدينة المنيا الجديدة. والحرم الجامعي مزود بأحدث التسهيلات للطلاب وأعضاء هيئة التدريس وكذلك الجهاز الإداري ويتكون من أربعة مبان أكاديمية مجهزة خاصة بالكليات، بالإضافة إلى مبني منفصل للخدمات ومجمع متطور للأنشطة الطلابية وملاعب مجهزة وكافيتريات. وتضم الجامعة مساحات خضراء ومناظر طبيعية وصالات ومناطق للاستراحة. بالإضافة الي ذلك، يضم الحرم الجامعي مكتبة مركزية مزوده بقاعات دراسية مجهزة بأجهزة كمبيوتر حديثة متصلة بالإنترنت. وتشتمل المباني الأكاديمية على قاعات دراسية مزودة بأحدث وسائل العرض، ومدرجات تتسع لـ (150- 200) طالب.
بالإضافة إلى عدد من الفصول الدراسية الأخرى، يستوعب كل منها حوالي 80 طالبا وكذلك معامل مجهزة بأحدث الأجهزة العلمية، فضلا عن معامل الكمبيوتر، وتحتوي المكتبات على العديد من الكتب في مختلف التخصصات التي تهم الطلاب

## كليات الجامعة
تضم الجامعة 10 كليات (تم فعليا افتتاح أربع كليات واستقبال طلاب بهم) وهم:
- كلية الصيدلة[8]
- كلية العلاج الطبيعي[9]
- كلية طب الفم والأسنان[10]
- كلية إدارة الأعمال[11]

بالإضافة الي ست كليات تم اعتمادها بالفعل وسوف تنضم إلى الحرم الجامعي قريبا، وهي كليات الطب والتمريض وعلوم الحاسوب والذكاء الاصطناعي والفن والتصميم الاعلام واللغويات.

## الشراكات مع الجامعات الاجنبية
تم إبرام عدة اتفاقيات للتعاون الدولي والشراكات مع الجامعات المختلفة من جميع أنحاء العالم. كما تعمل الجامعة على بناء علاقات وطيدة مع جامعات دولية متميزة، حيث يتم تعزيز التنوع والابتكار من خلال التعاون الدولي المشترك بين الجامعات، ويتم تبادل الأفكار والمعرفة بين الطلاب والباحثين وأعضاء هيئة التدريس من ثقافات وخلفيات مختلفة. يساعد هذا النهج الجامعة في إعداد الطلاب لعالم سريع التغير ويزودهم بالمهارات والوعي الثقافي. وتتعاون الجامعة مع العديد من الشركات الدولية الجامعية، أهمها وأبرزها:
- جامعة ايوا ، بالولايات المتحدة الامريكية
- جامعة نورث كارولينا (UNC)، بالولايات المتحدة الامريكية جامعة دراية هي أول جامعة مصرية تتعاون مع مركز الابتكار في التعليم والبحث الصيدلي (CIPhER) التابع جامعة كارولينا الشمالية في تشابل هيل.[12]
- جامعة تكساس في جالفستون بالولايات المتحدة الأمريكية.
- جامعة رود آيلاند بالولايات المتحدة الأمريكية.